# Athyrium dentigerum
Athyrium dentigerum är en majbräkenväxtart som först beskrevs av C. B. Cl., och fick sitt nu gällande namn av Mehra och Bir. Athyrium dentigerum ingår i släktet Athyrium och familjen Athyriaceae. Inga underarter finns listade.